# Alexa Demie
Alexa Demie (Los Ángeles, California, 11 de diciembre de 1990) es una actriz y cantante estadounidense. Es conocida por su papel de Maddy Pérez en la serie de televisión dramática adolescente de HBO Euphoria. Demie hizo su debut cinematográfico con un papel menor en la comedia dramática Brigsby Bear (2017) antes de protagonizar la película En los 90 (2018) y la película dramática Waves (2019). También ha aparecido en numerosos videos musicales.

## Biografía
Alexa Demie Wilson Martynova Vanerstrom nació en Los Ángeles, California. Pasó gran parte de su infancia en el barrio de Atwater Village y su familia está compuesta por su madre, Rose Mendez, una maquilladora mexicana, su padre Scott Wilson Martynov Vanerstrom y su hermana Falize Rome. Su abuelo es Dennis Wilson, músico y miembro del grupo The Beach Boys.
La familia de Méndez emigró a Los Ángeles desde México cuando ella era una bebé. Por parte paterna, Alexa desciende de una familia judío rusa. Su abuela, Carole E. Unrot Martynova, provenía de una familia de inmigrantes judíos de Rusia que se asentaron en Escocia y Canadá antes de que la familia llegara a Estados Unidos. Esta herencia la convierte en mitad mexicana por parte materna y mitad rusa por parte paterna, una mezcla cultural que ha influido en su identidad artística y alternativa. Vivía en un apartamento con su madre frente a un laboratorio de metanfetamina y al lado de varios adictos a la metanfetamina, con el estudio de grabación de Black Eyes Peas a la vuelta de la esquina. Según ella, hubo peleas y gritos frecuentes en su casa mientras crecía, y se escapó de casa en la adolescencia para escapar de su entorno familiar tóxico. Sin embargo, ha descrito a su familia como "muy solidaria" y "ahí están los unos para los otros". Desde la primaria hasta la preparatoria, Demie sufrió acoso escolar por parte de sus compañeros, describiéndose a sí misma durante ese tiempo como "una persona bastante solitaria". Se involucró en las artes escénicas durante su último año de preparatoria.
Mientras estaba en la escuela secundaria, pasaba su tiempo libre decorando gafas de sol deslumbrantes que compraba en el centro de Los Ángeles, lo que la llevó a crear Mainframe, una línea de gafas de sol que comenzó a vender en una tienda en Melrose Avenue donde trabajaba su amiga. La marca eventualmente se hizo popular en el extranjero, con gafas Mainframe usadas por G-Dragon, Jennifer Lopez, Nicki Minaj y Amber Rose y apareciendo en Vogue Korea, aunque pronto dejó de fabricarlas debido a que no le pagaban por sus diseños. También en la escuela secundaria, comenzó a escribir canciones y diseñó un vestuario para uno de los primeros videos musicales de Minaj. Demie tenía planes de convertirse en diseñadora de moda pero, después de asistir a la orientación para una escuela de arte en Nueva York, decidió no hacerlo. En el año 2019, cambió legalmente su nombre de nacimiento Alexa Demie Wilson Martynova Vanerstrom a simplemente Alexa Demie.

## Carrera
El año 2013, Alexa Demie protagonizó el vídeo musical de la canción «ATM Jam»» de Azealia Banks junto a Pharrell Williams. Tres años más tarde, hizo su debut en televisión el año 2016 como actriz invitada en la serie Ray Donovan de la cadena Showtime. En 2017 protagonizó la película Brigsby Bear de Dave McCary, mientras que al año siguiente participó en la cinta Mid90s de Jonah Hill y en la serie de Netflix Love.
Tras trabajar en la cinta Mainstream de Gia Coppola, tuvo una breve participación en la serie de ciencia ficción The OA. En 2019 protagonizó la película Waves de Trey Edward Schults, y tuvo su primer papel importante en televisión al interpretar a Maddy Perez en la serie dramática de HBO Euphoria, junto a Zendaya y Maude Apatow.

## Filmografía

### Cine
| Año  | Título       | Rol              | Director(a)         |
| ---- | ------------ | ---------------- | ------------------- |
| 2017 | Brigsby Bear | Merideth         | Dave McCary         |
| 2018 | Mid90s       | Estee            | Jonah Hill          |
| 2019 | Waves        | Alexis           | Trey Edward Schults |
| 2020 | Mainstream   | Isabelle Roberts | Gia Coppola         |

### Televisión
| Año           | Título      | Rol         | Notas                           |
| ------------- | ----------- | ----------- | ------------------------------- |
| 2016          | Ray Donovan | Shairee     | 3 episodios                     |
| 2018          | Love        | Marina      | 2 episodios                     |
| 2019          | The OA      | Ingrid      | 1 episodio                      |
| 2019–presente | Euphoria    | Maddy Pérez | Reparto principal, 16 episodios |
| 2023          | The Idol    | Maddy Pérez | 1 episodio                      |
| TBA           | Fables      |             |                                 |

### Cortometrajes
- (2015) Miles
- (2017) To the Moon
- (2021) Nineteen on Fire

### Vídeos musicales

#### Como actriz
| Año  | Título                 | Artista                           | Director(a)                       |
| ---- | ---------------------- | --------------------------------- | --------------------------------- |
| 2013 | «ATM Jam»              | Azealia Banks & Pharrell Williams | Rony Alwin                        |
| 2017 | «Slide»                | JMSN                              | JMSN, Solomon Gross, Ian Randolph |
| 2017 | «Angelica» «Patiently» | JMSN                              | Cameron McCool                    |
| 2020 | «Stargazing»           | The Neighbourhood                 | Ramez Silyan                      |

#### Como directora
| Año  | Título          | Artista | Notas                            |
| ---- | --------------- | ------- | -------------------------------- |
| 2016 | «Talk is Cheap» | JMSN    | Codirectora junto a Natalie Falt |
| 2018 | «Love 2 U»      | JMSN    |                                  |